# (100869) 1998 HQ71
(100869) 1998 HQ71 es un asteroide perteneciente al cinturón de asteroides, región del sistema solar que se encuentra entre las órbitas de Marte y Júpiter, más concretamente a la familia de Eos, descubierto el 21 de abril de 1998 por el equipo del Lincoln Near-Earth Asteroid Research desde el Laboratorio Lincoln, Socorro, Nuevo México, Estados Unidos.

## Designación y nombre
Designado provisionalmente como 1998 HQ71. 

## Características orbitales
1998 HQ71 está situado a una distancia media del Sol de 3,045 ua, pudiendo alejarse hasta 3,265 ua y acercarse hasta 2,824 ua. Su excentricidad es 0,072 y la inclinación orbital 10,69 grados. Emplea 1940,87 días en completar una órbita alrededor del Sol.

## Características físicas
La magnitud absoluta de 1998 HQ71 es 14,7. Tiene 4,372 km de diámetro y su albedo se estima en 0,134. 